# Scott Fankhouser
Scott A. Fankhouser (* 1. Juli 1975 in Bismarck, North Dakota) ist ein ehemaliger US-amerikanischer Eishockeytorwart, der während seiner aktiven Laufbahn unter anderem für die Atlanta Thrashers in der National Hockey League aktiv war. Zuletzt war er Assistenztrainer der Cincinnati Cyclones.

## Karriere
Fankhouser begann seine Karriere in der National Collegiate Athletic Association, war dort jedoch in seinen ersten drei Jahren vorwiegend als Backup-Torhüter eingesetzt. Erst im letzten Jahr gelangte er zu mehr Einsätzen und wurde etwa zur selben Zeit von den St. Louis Blues gedraftet.
Fankhouser absolvierte nach seiner College-Zeit zunächst Einsätze für Greenville Grrrowl in der East Coast Hockey League, spielte aber auch für Teams in anderen Minor Leagues und gelangte schließlich auch zu Einsätzen bei den Atlanta Thrashers in der National Hockey League. In den folgenden Jahren wechselte er in jeder Spielzeit mehrmals das Team, ehe er 2003 erstmals nach Europa kam, um für den SC Bietigheim-Bissingen in der zweithöchsten deutschen Spielklasse aufzulaufen. Nach nur einem Jahr kehrte er zurück in die Staaten und absolvierte eine gute Saison für Toledo Storm in der ECHL. Im Sommer 2005 wurde schließlich der österreichische Erstligist EC Graz 99ers auf ihn aufmerksam und verpflichtete ihn für eine Saison, wo er jedoch auch aufgrund einer sehr schwachen Teamleistung nicht überzeugen konnte. Im folgenden Jahr wechselte er zu den Vienna Capitals, wo er jedoch auch nicht den Erwartungen entsprach. Nach einem Jahr bei Manchester Phoenix in der englischen Elite Ice Hockey League kehrte er erneut in die USA zurück und stand in der Saison 2008/09 bei Bloomington PrairieThunder in der International Hockey League unter Vertrag.
Zum Saisonende beendete er seine aktive Laufbahn und übernahm in den folgenden zwei Spielzeiten unter Cheftrainer Jarrod Skalde die Position des Assistenztrainers bei Bloomington PrairieThunder. Nach dessen Abgang zu den Cincinnati Cyclones folgte ihm Fankhouser im August 2010 und übernahm auch dort die Funktion des Assistenztrainers. Zur Saison 2011/12 wurde der US-Amerikaner durch Andrew Cassels ersetzt.

## Erfolge und Auszeichnungen
- 2001 James Norris Memorial Trophy (gemeinsam mit Norm Maracle)
- 2001 Turner-Cup-Gewinn mit den Orlando Solar Bears

## Karrierestatistik

### Hauptrunde
| Saison  | Team                        | Liga    | GP | W  | L  | T  | MIP  | GA  | GAA  | SVS  | SVS%  | SO | G | A | PIM |
| ------- | --------------------------- | ------- | -- | -- | -- | -- | ---- | --- | ---- | ---- | ----- | -- | - | - | --- |
| 1994/95 | UMass - Lowell              | NCAA    | 11 |    |    |    |      |     |      |      |       |    | 0 | 0 | 0   |
| 1995/96 | Melfort Mustangs            | SJHL    | 45 |    |    |    | 2544 | 109 | 2.57 |      |       |    |   |   |     |
| 1996/97 | UMass - Lowell              | NCAA    | 11 | 2  | 4  | 1  | 517  | 38  | 4.41 |      |       | 0  | 0 | 0 | 0   |
| 1997/98 | UMass - Lowell              | NCAA    | 16 | 4  | 7  | 2  | 798  | 48  | 3.61 | 352  | 88.00 | 0  | 0 | 0 | 0   |
| 1998/99 | UMass - Lowell              | NCAA    | 32 | 9  | 12 | 0  | 1729 | 80  | 2.78 |      |       | 1  | 0 | 0 | 2   |
| 1999/00 | Greenville Grrrowl          | ECHL    | 7  | 6  | 1  | 0  | 419  | 18  | 2.58 | 173  | 90.58 | 0  | 0 | 1 | 2   |
| 1999/00 | Louisville Panthers         | AHL     | 1  | 0  | 1  | 0  | 59   | 3   | 3.05 | 21   | 87.50 | 0  | 0 | 0 | 0   |
| 1999/00 | Orlando Solar Bears         | IHL     | 6  | 2  | 2  | 1  | 320  | 14  | 2.63 | 113  | 88.89 | 0  | 0 | 0 | 0   |
| 1999/00 | Atlanta Thrashers           | NHL     | 16 | 2  | 11 | 2  | 920  | 49  | 3.20 | 451  | 90.20 | 0  | 0 | 0 | 4   |
| 2000/01 | Orlando Solar Bears         | IHL     | 28 | 13 | 12 | 3  | 1603 | 69  | 2.58 | 607  | 89.79 | 1  | 0 | 3 | 10  |
| 2000/01 | Atlanta Thrashers           | NHL     | 7  | 2  | 1  | 0  | 260  | 16  | 3.69 | 160  | 90.91 | 0  | 0 | 0 | 2   |
| 2001/02 | Greenville Grrrowl          | ECHL    | 3  | 1  | 2  | 0  | 180  | 11  | 3.67 | 124  | 91.85 | 0  | 0 | 0 | 2   |
| 2001/02 | Chicago Wolves              | AHL     | 2  | 1  | 0  | 1  | 125  | 4   | 1.92 | 68   | 94.44 | 0  | 0 | 0 | 2   |
| 2001/02 | Hershey Bears               | AHL     | 8  | 5  | 2  | 1  | 487  | 19  | 2.34 | 215  | 91.88 | 1  | 0 | 1 | 2   |
| 2002/03 | Reading Royals              | ECHL    | 26 | 11 | 12 | 1  | 1463 | 94  | 3.86 | 746  | 88.81 | 0  | 0 | 0 | 10  |
| 2002/03 | Arkansas Riverblades        | ECHL    | 19 | 11 | 5  | 2  | 1110 | 49  | 2.65 | 541  | 91.69 | 1  | 0 | 1 | 0   |
| 2003/04 | SC Bietigheim-Bissingen     | 2. Bun. | 34 | -- | -- | -- | 2035 | 103 | 3.04 | --   | --    | 3  | 0 | 4 | 36  |
| 2004/05 | Toledo Storm                | ECHL    | 51 | 29 | 15 | 4  | 2968 | 116 | 2.35 | 1302 | 91.82 | 4  | 0 | 2 | 57  |
| 2004/05 | Chicago Wolves              | AHL     | 2  | 0  | 2  | 0  | 72   | 9   | 7.50 | 32   | 78.05 | 0  | 0 | 0 | 0   |
| 2005/06 | EC Graz 99ers               | ÖEHL    | 47 | -- | -- | -- | 2810 | 159 | 3.40 | 1389 | 89.73 | 0  | 0 | 2 | 42  |
| 2006/07 | EV Vienna Capitals          | ÖEHL    | 54 | 28 | 20 | 5  | 3110 | 184 | 3.55 | 1568 | 89.50 | 1  | 0 | 8 | 78  |
| 2007/08 | Manchester Phoenix          | EIHL    | 58 | -- | -- | -- |      |     | 3.24 |      | 89.80 |    | 0 | 8 | 48  |
| 2008/09 | Bloomington Prairie Thunder | IHL     | 24 | 8  | 15 | 0  | 1392 | 94  | 4.05 | 631  | 87.03 | 1  |   |   |     |

### Play-offs
| Saison  | Team                    | Liga    | GP | W | L | T | MIP | GA | GAA  | SVS | SVS%  | SO | G | A | PIM |
| ------- | ----------------------- | ------- | -- | - | - | - | --- | -- | ---- | --- | ----- | -- | - | - | --- |
| 2000/01 | Orlando Solar Bears     | IHL     | 1  | 0 | 0 | 0 | 37  | 3  | 4.86 |     |       |    | 0 | 0 | 0   |
| 2001/02 | Hershey Bears           | AHL     | 3  | 0 | 0 | 0 | 41  | 3  | 4.39 | 14  | 82.35 | 0  | 0 | 0 | 4   |
| 2002/03 | Arkansas Riverblades    | ECHL    | 3  | 0 | 3 | 0 | 177 | 7  | 2.37 | 102 | 93.58 | 0  | 0 | 0 | 2   |
| 2003/04 | SC Bietigheim-Bissingen | 2. Bun. | 8  |   |   |   |     |    |      |     |       |    |   |   |     |
| 2004/05 | Toledo Storm            | ECHL    | 4  | 1 | 3 | 0 | 234 | 7  | 1.79 | 119 | 94.44 | 1  | 0 | 0 | 2   |
| 2006/07 | EV Vienna Capitals      | ÖEHL    | 3  | 0 | 3 | 0 | 178 | 19 | 6.40 | 91  | 82.73 | 0  | 0 | 0 | 0   |